# Сладко и горчиво
„Сладко и горчиво“ е български игрален филм (драма) от 1975 година на режисьора Иля Велчев, по сценарий на Любомир Левчев. Оператор е Красимир Костов. Художник е Константин Джидров. Музиката във филма е композирана от Митко Щерев.
„Сладко и горчиво“ събира над 1 300 000 зрители в България. Продаден е в много страни.

## Сюжет
След нанесен побой от неукия му алкохолизиран баща от низините на общество, 18-годишният Асен избягва от дома си. Преспива в мазето на жилищна кооперация. Открива го чистачката. Обвинява го, че краде. Генерал Павлов се застъпва пред живеещите там, да не го предават на милицията. Асен му разказва, че след смъртта на майка му, бащата се е пропил и се е свързал с контрабандисти. Поводът за побоя е бил, че Асен е облякъл неговия стар сватбен костюм, поканен на купон от съученичката му Соня, нахакано момиче от висшето общество което го харесва. Момчето не разбира защо трябва така жестоко да бъде наказано, не знае, че в хастара на костюма баща му крие парите от контрабандата. Генералът е самотен, предлага на Асен да живее при него и да му създаде възможности да учи и развие потенциала си на умно момче. Пиян, бащата се среща със сина си, казва му, че го обича, че всичко, което прави е заради него, да не се мъчи като баща си, да има пари един ден, че Генерала му е поискал съгласието да го осинови, и така да му даде бъдеще, което той не може да му осигури. Асен настоява бащата да приключи с контрабандата и да разкара съдружниците си. Обезпокоени от развитието на нещата, те наръгват с нож Асен и убиват бащата. Когато разбира какво се е случило, Генералът е потресен. Бащата на Асен е погребан със сватбения костюм скрил парите довели до смъртта му. След като излиза от болницата, Асен отива на гроба му. Там среща Соня, казва ѝ, че са много различни и не могат да бъдат заедно. Влюбен е в Роса, дете на обикновено, многочислено семейство. Генералът настоява да осинови Асен. Той силно страда за баща си, изпитва уважение към генерала, но иска да ги остави и двамата в миналото. Желае сам да изгради своя живот и сам да бъде добър баща. Прави своя избор – да създаде семейство с Роса, да тръгне по свой, само негов път. От него да зависи сладкото и горчивото на живота му.

## Състав

### Актьорски състав
| Изпълнител                                 | Роля                                           |
| ------------------------------------------ | ---------------------------------------------- |
| з. а. Петър Слабаков                       | генерал Павлов с бойното име „Сокола“          |
| Юрий Ангелов                               | Асен Асен Асенов Йотов, ученик                 |
| Никола Дадов                               | Асен Йотов закупчик и баща на Асен             |
| Венелин Пехливанов                         | „Черния“ мародер и шеф-контрабандист           |
| Борис Радивенски                           | Тоно контрабандист                             |
| Галина Котева                              | Соня съученичка на Асен                        |
| Адриана Банова                             | Роса съученичка на Асен и комсомолски секретар |
| з. а. Любомир Димитров                     | полковникът, колега на генерал Павлов          |
| Силвия Рангелова                           | Цанчева следователка                           |
| Стоян Алексиев                             | „Лигата“                                       |
| Александър Жеков                           |                                                |
| Кина Мутафова                              | директорката на училището                      |
| Владимир Русинов                           | учителят по история                            |
| Мария Седлоева                             |                                                |
| Мариана Димитрова (като Марияна Димитрова) | съученичка на Асен                             |
| Георги Кодов                               |                                                |
| Димитър Ангелов                            | хлебарят                                       |
| Васил Пенов                                |                                                |
| Анета Сотирова                             | жената на капитана                             |
| Елена Балабанова                           |                                                |
| Ангел Алексиев                             | мозайкаджията                                  |
| Митко Милушев                              |                                                |
| Димитър Милев                              |                                                |
| Антон Карастоянов                          | сервитьорът                                    |
| Драгомир Черногоров                        |                                                |
| Димитър Мангоров                           |                                                |
| Вельо Горанов                              | турския шофьор на тира-контрабандист           |
| Спас Божиновски                            |                                                |
| Стефан Кедев                               |                                                |
| Ана Ивкова                                 |                                                |
| Иван Запрянов                              | припознатия пътник в атобуса                   |
| Лидия Радоева                              |                                                |
| Мария Ганчева                              | чистачката на кооперацията                     |
| Георги Широков                             |                                                |
| Георги Фратев                              | Антипов съсед на Роса                          |
| Димитър Чернев                             |                                                |
| Димитър Учкунов                            |                                                |
| Иван Иванов няма го в титрите              | съученик на Асен                               |

### Технчиески екип
| Сценарий           | Любомир Левчев                                                                                  |
| Режисьор           | Иля Велчев                                                                                      |
| Оператор           | Красимир Костов                                                                                 |
| Музика             | Митко Щерев                                                                                     |
| Редактор           | Антон Дончев                                                                                    |
| Художник           | Константин Джидров                                                                              |
| Звук               | Досю Белчев                                                                                     |
| Монтаж             | Сашка Попова Такухи Татеос                                                                      |
| Втори режисьор     | Бойчо Божиновски                                                                                |
| Асистент-режисьори | Жени Радева Атанас Джамджиев Нина Кирова                                                        |
| Втори оператор     | Димитър Желязков                                                                                |
| Асистент-оператори | Иво Фурнаджиев Емил Виделов                                                                     |
| Втори художник     | Виолета Джидрова                                                                                |
| Грим               | Кирил Траянов                                                                                   |
| Помощник-гримьор   | Стефка Стоянова                                                                                 |
| Реквизит           | Михран Агопян                                                                                   |
| Гардероб           | Лиляна Цончева                                                                                  |
| Фотограф           | Станка Влахова                                                                                  |
| Комбинирани снимки | Иван Манев                                                                                      |
| Осветление         | Валентин Попов                                                                                  |
| Кран               | Христо Александров                                                                              |
| Каскадьор          | Димитър Хаджиев                                                                                 |
| Консултант         | Петър Маринов                                                                                   |
| Заместник-директор | Кирил Кирилов                                                                                   |
| Организатор        | Николай Николов                                                                                 |
| Директор           | Стоян Керемедчиев                                                                               |
| Distributed by     | Българска кинематография Студия за игрални филми Творчески колектив „СРЕДЕЦ“ /Copyright © 1975/ |

### Награди
- Наградата за главна мъжка роля на Петър Слабаков, ФБФ „Златна роза“ (Варна, 1976).
- Наградата на СБХ на Константин Джидров, ФБФ „Златна роза“ (Варна, 1976).
- Наградата на ОСИК гр. Варна, ФБФ Златна роза (Варна, 1976).
- Наградата за музика на Митко Щерев, ФБФ „Златна роза“ (Варна, 1976).
- Награда на кинофестивала в Краков